# Haplochromis riponianus
Haplochromis riponianus är en fiskart som först beskrevs av Boulenger, 1911.  Haplochromis riponianus ingår i släktet Haplochromis och familjen Cichlidae. IUCN kategoriserar arten globalt som livskraftig. Inga underarter finns listade i Catalogue of Life.